# Schloss Rügenwalde

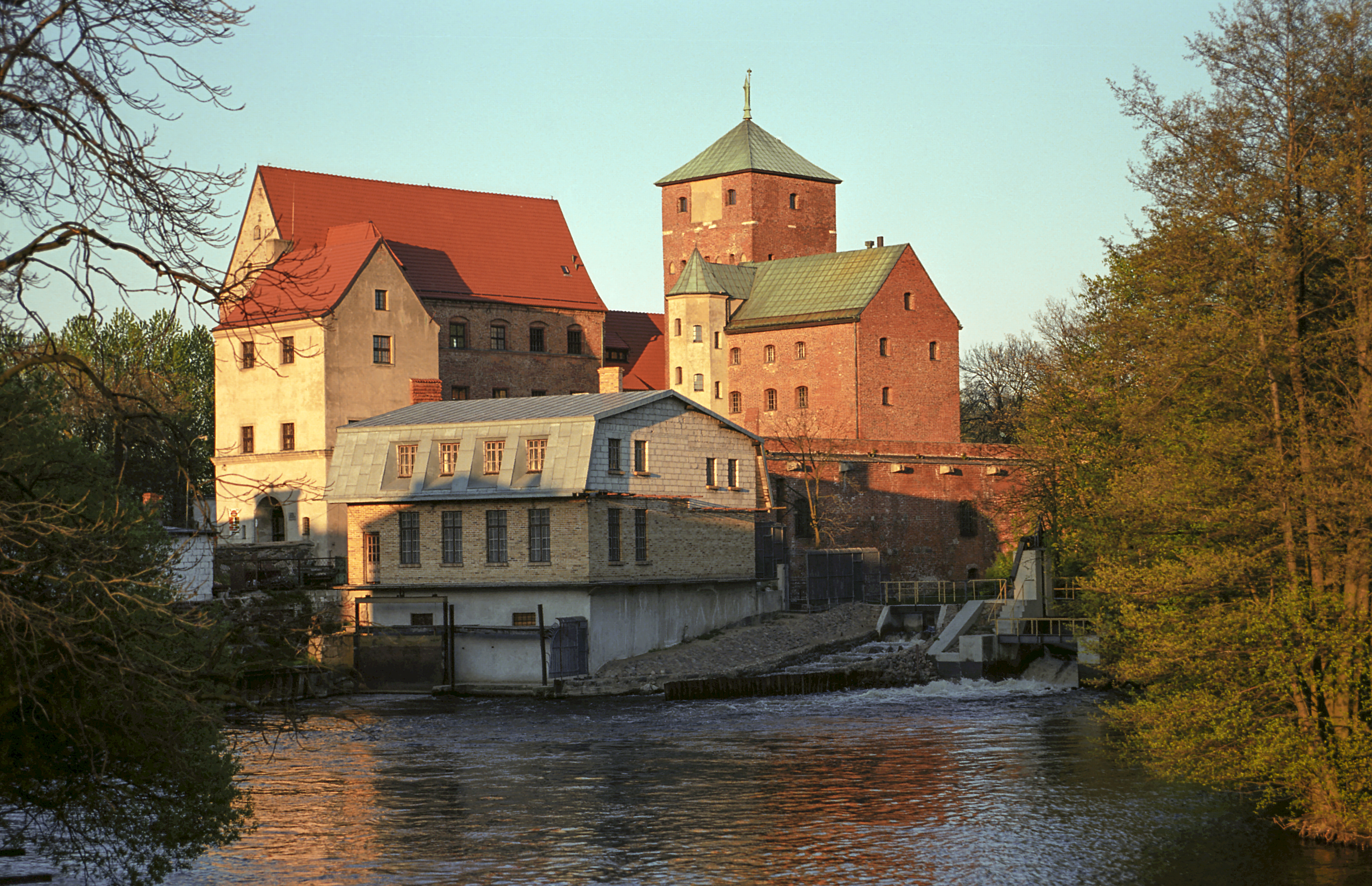
Greifenschloss Rügenwalde, 2007

Grundrissplan Schloss Rügenwalde

Das Rügenwalder Schloss befindet sich in der Stadt Darłowo (deutsch Rügenwalde) in der polnischen Woiwodschaft Westpommern; es war eine Residenz der pommerschen Herzöge aus dem Geschlecht der Greifen und ist mit seinem 24 m hohen Turm das Wahrzeichen der Stadt.

## Geschichte

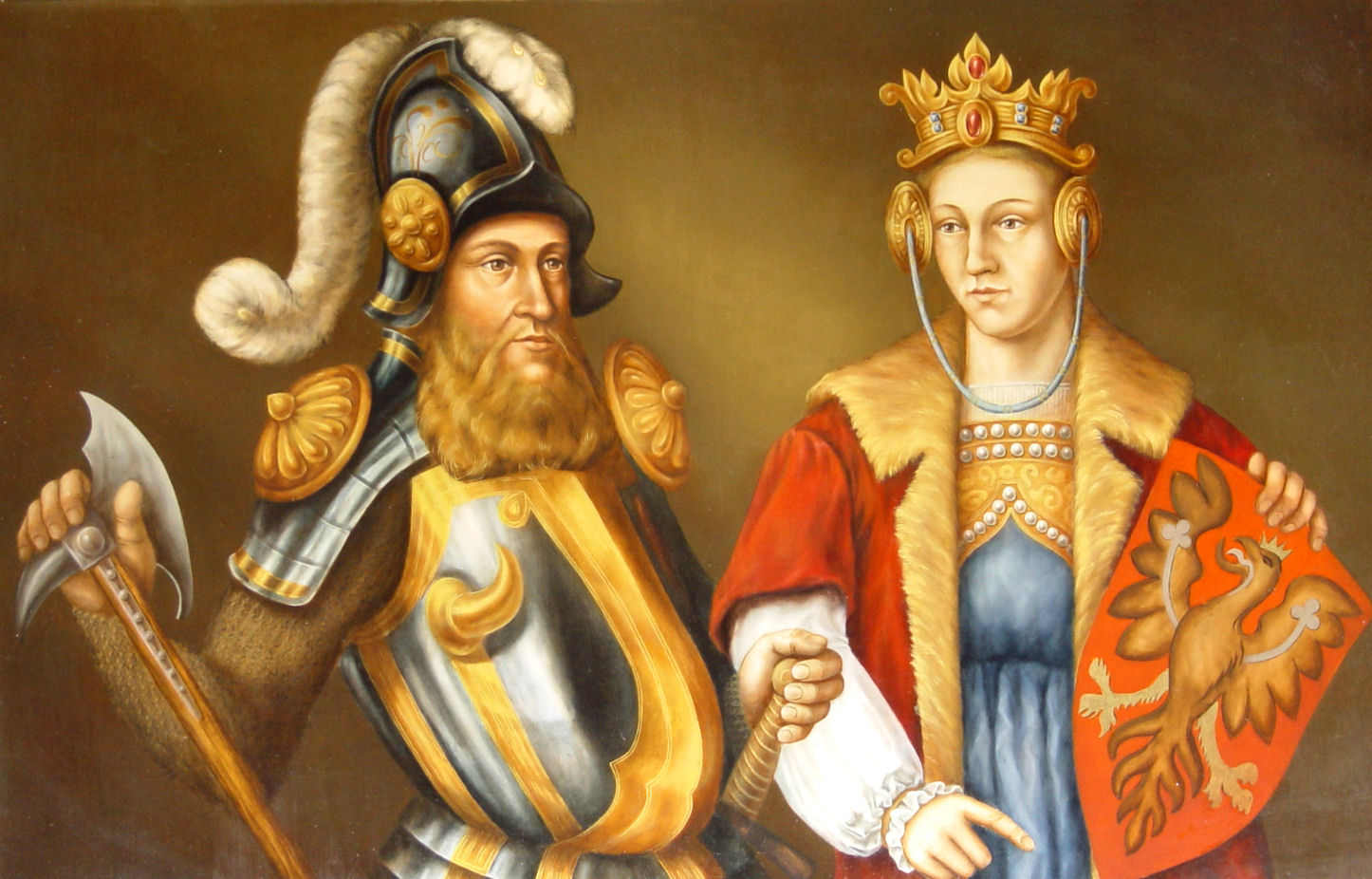
Bogislaw V. mit Gemahlin Elisabeth

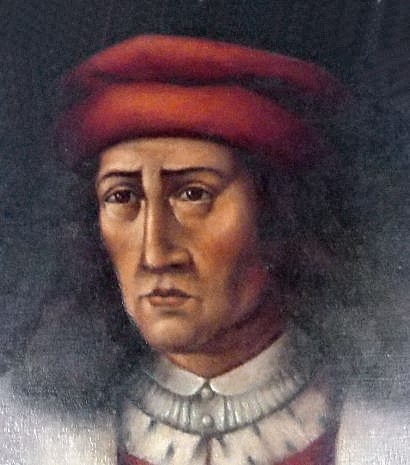
Erich I. Pommernherzog und Dänenkönig

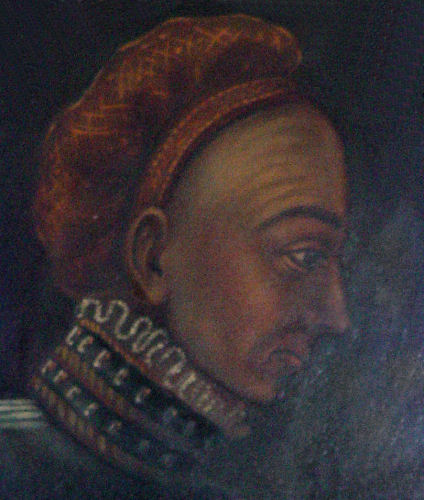
Pommernherzog Bogislaw X. (der Große)

Brötesaal, Versammlungs- und Festsaal im Obergeschoss des Herzogsschlosses (Teil des Museums)

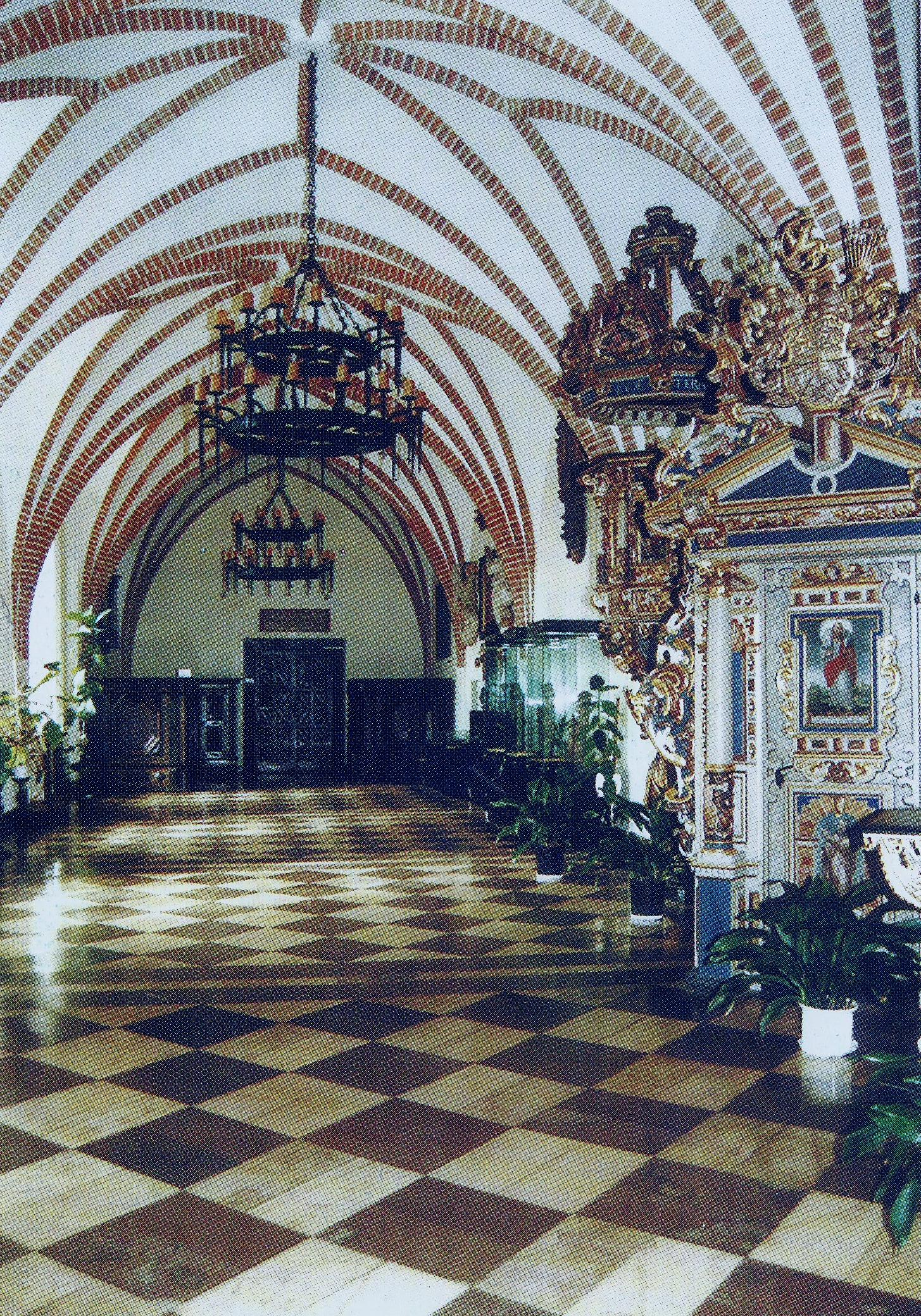
Schlosskapelle im Museum Rügenwalde

Das Herzogsschloss in Rügenwalde war eine von insgesamt zehn Residenzen, die in Pommern im Laufe der Geschichte von verschiedenen Zweigen der Familie der Greifen erbaut worden waren. Die übrigen neun Residenzen befanden sich in Stettin, Wolgast, Köslin, Loitz, Wollin, Stolp, Neustettin, Barth und Treptow a. Rega.
Das Schloss in Rügenwalde war auf einer Wipper-Insel erbaut worden, zu der eine Wassermühle gehörte. 1352 hatte Herzog Bogislaw V. (1318–1374) diese spätere Schlossinsel mit Mühle für 1.500 Mark von der Rügenwalderin Elisabeth von Behr gekauft und anschließend mit dem Bau der Burg begonnen. Im Jahr 1930 durchgeführte Ausgrabungen ergaben, dass sich unterhalb des gepflasterten Innenhofes im Abstand von jeweils einem Meter zwei weitere Pflasterschichten befanden, die mit Brandschutt bedeckt waren. An derselben Stelle hatte es offenbar bereits früher Befestigungsanlagen gegeben. Es handelt sich dabei jedoch nicht um Überreste der wendischen Burg Dirlow, die in der Geschichtsschreibung oft im Zusammenhang mit Rügenwalde genannt wird; diese Burg befand sich bei dem Dorf Münde, der späteren Ortschaft Rügenwaldermünde. Die 1. Bauphase dauerte von 1352 bis 1372. Die Burg war rechteckig und hatte die Maße von 32 × 34 Meter, die Wehrmauer war 14 Meter hoch und hatte oben einen Wehrgang.
1372 fand im Rügenwalder Schloss eine Zusammenkunft der Herzöge Vorpommerns und Hinterpommerns statt.
Das Schloss wurde nicht durchgängig als Residenz genutzt, trotzdem achteten alle Herzöge auf Erhaltung und Ausbau der Anlage.
Von 1449 bis 1459 verbrachte Erich I. (1382–1459), Pommernherzog und König von Dänemark, Schweden und Norwegen, auf dem Schloss die letzten zehn Jahre seines Lebens. Er war es, der die 2. Bauphase begann, mit der die Burg als Schloss ausgebaut und wesentlich modernisiert wurde. Er achtete auch besonders auf die Wehrfähigkeit der Anlage.
Von 1474 bis 1483 residierte Herzogin Sophia (1436–1497), Ehefrau Erichs II. auf dem Schloss. Sie war eine Tochter des Herzogs Bogislaw IX. von Pommern-Stolp und seiner Ehefrau, der masowischen Prinzessin Maria. Die Rügenwalder Bürger nannten Herzogin Sophia ‚die weiße Dame‘.
Von 1478 bis 1532 regierte Bogislaw X. (1454–1523) in Pommern. Er beschloss die 3. Bauphase, er ließ den sogenannten ‚Erichflügel‘ des Schlosses abreißen und an der westlichen Außenmauer einen neuen Flügel, den drei geschossigen unterkellerten ‚Wipperflügel‘ als neues herzogliches Wohngebäude anbauen. Von 1493 bis 1497 wohnte auf dem Schloss die zweite Ehefrau Bogislaws X., die Herzogin Anna (1476–1573), Tochter Kasimirs aus dem Hause der Jagellonen. Bis dahin war das Schloss überwiegend gotisch geprägt. In der ersten Hälfte des 16. Jahrhunderts baute Herzog Barnim IX. (1501–1573) das Schloss in seiner 4. Bauphase aus. Unter anderem wurden der Ost- und der Südflüge erhöht, ebenso der Schlossturm – jetzt auf 26 Meter Höhe. Um 1571 errichtete Herzog Johann Friedrich (1542–1600) in der 5. und letzten Bauphase an der Nordseite ein neues Torgebäude im Renaissancestil, den Nordflügel. Herzog Bogislaw XIV. (1580–1637) war dann der letzte herzogliche Bewohner, der die Bauten nach dem Brand von 1624 wieder aufbauen und auch wesentlich modernisieren ließ.
1639 erfolgte die Fertigstellung, Einweihung und Namensgebung der Schlosskapelle, die seither den Namen Elisabethkapelle trägt. Sie entstand aus dem ehemaligen Rittersaal.
Von 1622 bis 1637 verbrachte Herzogin Elisabeth (1580–1653), seit 1637 Witwe Bogislaws XIV., auf dem Schloss die letzten Jahre ihres Lebens bis 1653.
Im Jahre 1653 fiel das Schloss dann – wie ganz Hinterpommern – dem kurfürstlichen Hause Brandenburg zu. Es verlor jetzt die Funktion als Residenzschloss, es wurde Staatsbesitz von Brandenburg/Preußen. Es hatte im Wesentlichen wirtschaftlichen Charakter. Zwischen 1679 und 1680 kam es im Schloss zu zwei großen Bränden (einer durch Blitzschlag). Man versuchte den Wiederaufbau, achtete aber nicht auf den Baucharakter.
Um 1750 wurde das Schloss in ein Salzlager umgewandelt.
Im Jahre 1805 wurden die Kirchengemeinde der Schlosskapelle aufgelöst, die Schlosskapelle geschlossen und das wertvolle Kircheninventar ausgelagert. Der kunsthistorisch bedeutende mittelalterliche Silberaltar wurde 1806 in der Marienkirche wieder aufgestellt, die Kanzel in der Gertrudkapelle. Die beiden Glocken, eine große und eine kleine, wurden der Kirchengemeinde von Schlawin für ihren Kirchenneubau übergeben, nachdem dort die alte Dorfkirche 1808 durch einen Dorfbrand vernichtet worden war.
In den Jahren 1807–1808 befand sich auf dem Schloss ein Lazarett für napoleonische Soldaten. Im Jahr 1833 wurde der durch Brände vernichtete Westflügel ganz abgerissen; vom Verbindungstrakt und vom Nordflügel wurden dagegen nur die oberen Stockwerke entfernt. Um 1850 waren im Südflügel ein Gericht und ein Gefängnis untergebracht. Im Ostflügel befand sich ein Getreidelager. Zwischenzeitlich dachte man über einen totalen Abriss nach, glücklicherweise wurde das aber verworfen. Leider aber nahm der Verfall zu.
Zwischen 1929 und 1935 wurde das Schloss renoviert und in ein Museum umgewandelt. Seit 1929 ist es Sitz des von dem Rügenwalder Lehrer Karl Rosenow gegründeten Kreisheimatmuseums. Bis 1945 war Rosenow dessen Leiter. Die Stadt Rügenwalde erlitt während des Zweiten Weltkriegs keine großen Zerstörungen. Auch das Schloss war weitgehend unversehrt geblieben. Nachdem Hinterpommern nach Ende des Zweiten Weltkriegs unter polnische Verwaltung gestellt worden war, wurde das Schloss schon am 1. Juli 1945 dem Publikum wieder zugänglich gemacht, und der Museumsbetrieb wurde wieder aufgenommen.
In den 1970er und 1980er Jahren erfolgten stufenweise umfassende Renovierungs-, Verbesserungs- und Konservierungsmaßnahmen mit umfassenden bautechnischen und archäologischen Untersuchungen. 1988 erfolgte eine Neueröffnung der musealen Räume.